# 1864
1864 (MDCCCLXIV) var ett skottår som började en fredag i den gregorianska kalendern och ett skottår som började en onsdag i den julianska kalendern.

## Händelser

### Januari
- 16 januari – Danmark säger nej till ett avtal från Preussen och Österrike om att skrota den så kallade novemberförfattningen.[1][2]

### Februari
- 1 februari – Dansk-tyska kriget utbryter när österrikiska och preussiska trupper korsar floden Eider och rycker in i Slesvig.
- 2 februari –  Preussiska trupper går till angrepp mot den danska försvarslinjen Danervirke men besegras i slaget vid Mysunde.
- 3 februari – Österrikiska trupper erövrar danska positioner på Kongshøj, söder om huvudställningen Danevirke.
- 5-6 februari – Danska armén under Christian de Mezas överbefäl utrymmer Danevirke och drar sig tillbaka till skanslinjen vid Dybbøl
- 16 februari – En ny humaniserad svensk strafflag antas av riksdagen. Mannen förlorar lagstadgad rätt att aga sin hustru. Självmord avkriminaliseras genom 1864 års lag.[3] Dessutom avskaffas straffet landsförvisning, vilket innebär att svenska medborgare inte längre kan utvisas ur riket.

### Mars
- 6 mars – Kravaller utbryter i Stockholm då Sveriges regering vägrar undsätta Danmark i dess krig mot Preussen.

### April
- 6 april – Nästan hela Ronneby i Blekinge brinner ner till grunden i en stor stadsbrand.
- 18 april – Efter dryga två veckors artilleribombardemang stormas de danska positionerna på Dybbølhöjden av preussiska trupper.  Detta blir krigets mest uppmärksammade slag.
- 22 april – USA:s kongress antar 1864 års myntakt, som gör texten "In God We Trust" (som senare kom att antas som landets valspråk) obligatorisk på alla amerikanska mynt.

### Maj
- 5–7 maj – Slaget i vildmarken under det amerikanska inbördeskriget utkämpas.
- 9 maj – En dansk flotteskader besegrar en österrikisk-preussisk i slaget vid Helgoland.
- 28 maj – Joniska öarnas förenta stater skrotas och de Joniska öarna tillfaller Grekland.

### Juni
- 18 juni – Fullständig näringsfrihet införs med Förordningen för utvidgad näringsfrihet, som avskaffar mästarskapstvång och kooperationstvång, burskapsägande borgares monopol, och handel och hantverk får utövas fritt både på landsbygd och i stad, både av myndiga personer, samt av omyndiga som fått sin förmyndares tillstånd.[4]
- 29 juni–1 juli – Preussiska trupper landstiger på ön Als och tvingar danskarna att dra sig tillbaka till Kegnaes.

### Juli
- 3 juli – Danskarna besegras av preussarna i slaget vid Lundby. Detta blir krigets sista större drabbning.
- 4 juli – Bukarests universitet grundas.
- 14 juli–3 augusti – Amerikanska marinsoldater beskyddar landets minister i Japan under ett förhandlingsmöte i Yedo.[5]

### Augusti
- 22 augusti – Första Genèvekonventionen undertecknas i Schweiz.[6]

### September
- 3 september – Alfred Nobels laboratorium i Heleneborg i Stockholm exploderar varvid hans yngre bror Emil dödas.[7]
- 4–14 september – USA, Storbritannien, Frankrike och Nederländerna tvingar Japan och fursten av Nagato att tillåta utländska skepp att få åka genom Shimonosekisundet i enlighet med avtal.[5]
- 28 september – Första internationalen grundas i London.

### Oktober
- 21 oktober –  Sverige får en ny jaktstadga, där jakten noggrant regleras.[8]
- 30 oktober – Dansk-tyska kriget avslutas och Danmark förlorar Holstein, Schleswig och Sachsen-Lauenburg.

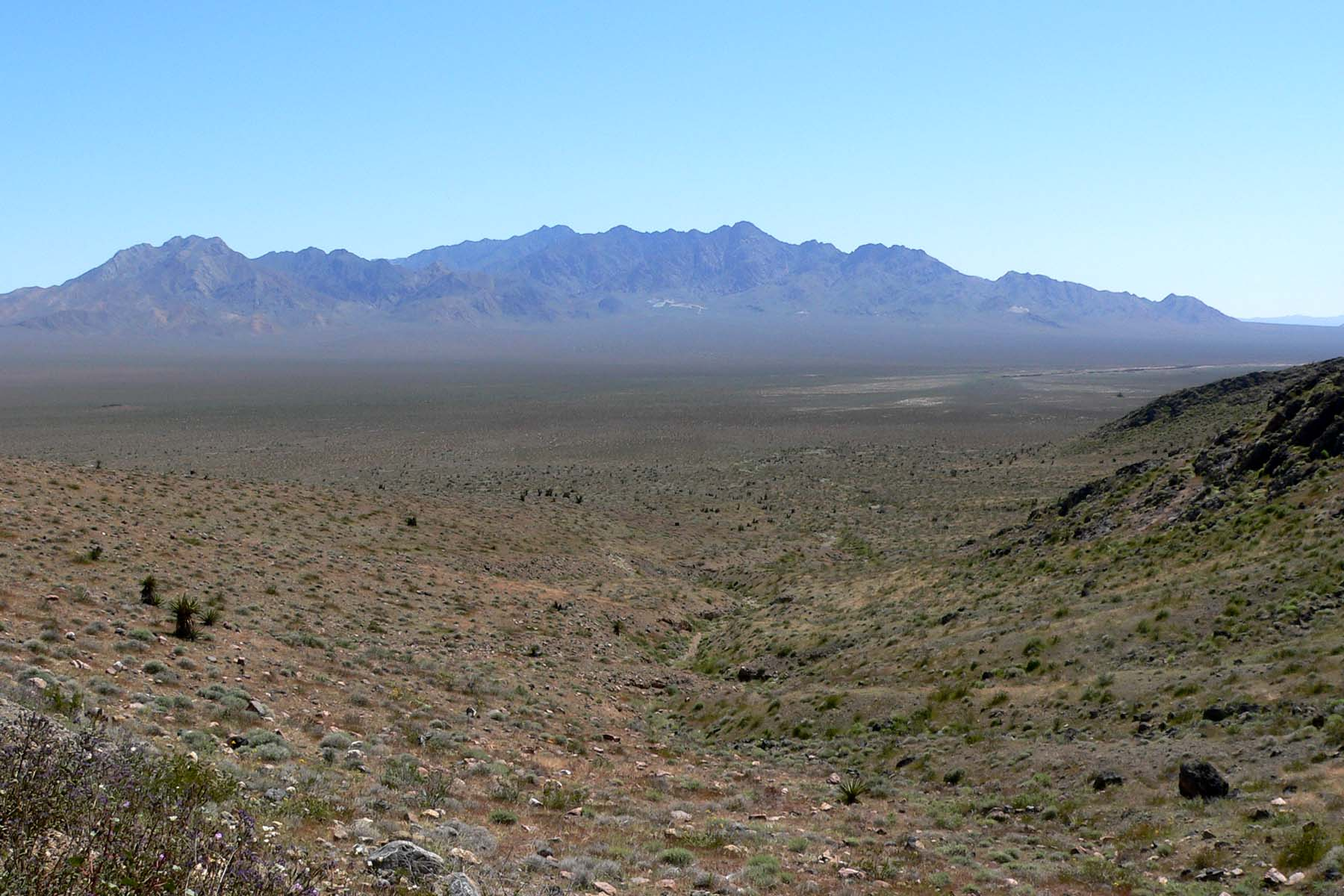
Nevada.

- 31 oktober – Nevada blir den 36:e delstaten att ingå i den amerikanska unionen.[9]
- Oktober – Skandinaviska Kreditaktiebolaget, Sveriges första aktiebank, grundat av Teodor Mannheimer, startar sin verksamhet.

### November

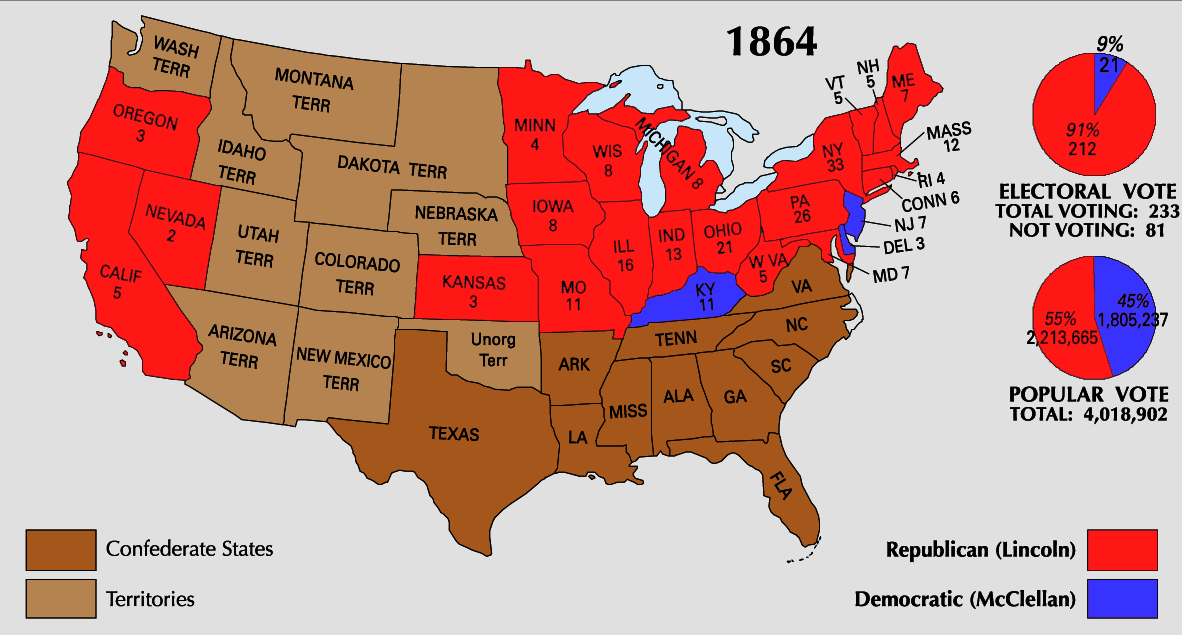
Presidentval i USA.

- 8 november – Republikanen Abraham Lincoln besegrar demokraten George B. McClellan vid presidentvalet i USA.

### December
- 1 december – Södra stambanan i Sverige mellan Falköping och Malmö invigs i Jönköping. Därmed har Stockholm järnvägsförbindelse med Malmö.[10].
- 15 december – Under järnvägsarbetet vid landeriet Udden utanför Kristinehamn, Sverige dödas tre arbetare vid ett jordras.[11]
- 23 december
  - Paraguay anfaller Brasilien.
  - Sandsjöolyckan, en järnvägsolycka inträffar på Södra stambanan vid Sandsjö station, då ett tåg bakifrån kör in i ett annat. 7 personer dödas och 8 skadas.
  - Oberoende liberala Dagens Nyheter börjar utges av Rudolf Wall. Genom att utnyttja järnvägarna blir tidningen först att täcka hela Sverige.

### Okänt datum
- Klasser införs i den svenska folkskolan.[12]
- Studentexamen börjar avläggas vid universiteten i Sverige.
- Generell näringsfrihet för både män och kvinnor införs i Sverige (kvinnornas dock fortfarande beskuren). Kvinnor kan bara ägna sig åt yrken som vid denna tid, 1864, är anpassade för kvinnor.
- Gifta svenska kvinnor får rätt att bedriva handel och hantverk med mannens tillstånd.
- En ny svensk banklagstiftning antas. Räntebildningen blir fri även på den formella kreditmarknaden. Konkurrensen mellan bankerna förbättras.
- Dalslands kanal börjar byggas under Nils Ericsons ledning.
- Svenska statens normalskola för flickor inrättas. Den är en privatskola med statliga medel, som skall ge även flickor de baskunskaper som behövs för högre studier.
- Elfrida Andrée, organist och tonsättare, blir den första kvinnan i statlig tjänst i Sverige. Hon arbetar som telegrafist.
- Den svenska lanthandeln blir helt fri.
- Alfred Nobel konstruerar en fungerande tändhatt.
- I Stockholm inrättas prostitutionsbyrån, som varje vecka skall registrera och undersöka prostituerade på medicinska kliniken. Detta kommer att pågå till 1918.
- Göteborgsvaruhuset Ferd. Lundquist & Co (sedermera Nordiska Kompaniet i Göteborg) grundas.
- Contagious Diseases Acts införs i Storbritannien.
- Wallåkra stenkärlsfabrik grundas.

## Födda

### Första kvartalet

#### Januari
- 1 januari – Alfred Stieglitz, amerikansk fotograf.
- 14 januari – Waldemar Bülow, svensk tidningsman, politiker och humorist.
- 20 januari – Mathilda Malling, (pseudonym: Stella Kleve), svensk författare.

#### Februari
- 2 februari – Margot Asquith, brittisk författare.
- 5 februari – Carl Teike, tysk kompositör.
- 6 februari – John Henry Mackay, brittisk-tysk författare.
- 21 februari – Albin Belar, slovensk seismolog, naturforskare, miljökämpe och uppfinnare.
- 24 februari – Umberto Cagni, italiensk polarfarare och sjömilitär.

#### Mars
- 5 mars
  - Filip Månsson, svensk konstnär.
  - Marcus Wallenberg, svensk företagsledare och bankdirektör.
- 12 mars - Alice Tegnér, svensk tonsättare
- 13 mars – Benjamin M. Miller, amerikansk demokratisk politiker och jurist, guvernör i Alabama 1931–1935.
- 14 mars – Alfred Redl, österrikisk-ungersk officer och rysk spion.
- 15 mars – Carl Edvard Johansson, svensk som bidrog till uppkomsten av  kombinationsmåttsatsen
- 25 mars – Aleksej von Jawlensky, rysk målare inom expressionismen.
- 27 mars – Agostina Pietrantoni, italiensk nunna och sjuksköterska, helgonförklarad 1994.

### Andra kvartalet

#### April
- 8 april – Oskar Textorius, svensk skådespelare, sångare och teaterdirektör.
- 17 april – Carl Engdahl, svensk skådespelare och regissör.
- 21 april – Max Weber, tysk sociolog och nationalekonom.

#### Maj
- 4 maj – Gustaf Steffen, svensk sociolog.
- 5 maj – Sir Henry Hughes Wilson, brittisk militär.
- 8 maj – Clarence W. Watson, amerikansk demokratisk politiker och industrialist, senator 1911–1913.
- 30 maj – Rudolf Abelin, svensk trädgårdsodlare.

#### Juni
- 3 juni – Ransom Eli Olds, amerikansk industripionjär.
- 10 juni – Ninian Comper, brittisk arkitekt.
- 11 juni – Richard Strauss, tysk tonsättare.
- 13 juni – Rudolf Kjellén, svensk professor skytteanus och riksdagsman.
- 20 juni – Carl Gunderson, amerikansk republikansk politiker, guvernör i South Dakota 1925–1927.
- 24 juni – Heinrich Wölfflin, schweizisk konsthistoriker.

### Tredje kvartalet

#### Juli
- 13 juli – John Jacob Astor IV, amerikansk miljonär, uppfinnare och författare.
- 16 juli – Carl Nærup, norsk litteraturkritiker.
- 18 juli – Philip Snowden, brittisk politiker, finansminister 1924 och 1929–1931.
- 20 juli
  - Erik Axel Karlfeldt, svensk poet och författare.
  - William F. Whiting, amerikansk republikansk politiker och affärsman, handelsminister 1928–1929.
- 29 juli – Nils Andersson, svensk jurist, folkmusikuppteknare och utgivare av Svenska Låtar.

#### Augusti
- 17 augusti – Robert F. Broussard, amerikansk demokratisk politiker, senator 1915–1918.

#### September
- 9 september – Louis Lingg, tysk anarkist.
- 11 september – John Gardiner Richards, amerikansk demokratisk politiker, guvernör i South Carolina 1927–1931.
- 18 september – Knut Lambert, svensk regissör och skådespelare.
- 21 september – Gertrud Törnell, svensk högerkvinna.
- 27 september – Andrej Hlinka, slovakisk katolsk präst och politiker.
- 29 september – Miguel de Unamuno, spansk författare och filosof.

### Fjärde kvartalet

#### Oktober
- 5 oktober – Arthur Zimmermann, tysk utrikesminister
- 17 oktober – Robert Lansing, amerikansk demokratisk politiker, USA:s utrikesminister 1915–1920.
- 25 oktober – John F. Dodge, amerikansk bilindustripionjär.
- 30 oktober – Theodor Wiegand, tysk arkeolog.

#### November
- 5 november – Truman H. Newberry, amerikansk republikansk politiker och affärsman.
- 9 november – Paul Sérusier, fransk målare.
- 24 november – Henri de Toulouse-Lautrec, fransk konstnär.
- 25 november – Albert G. Schmedeman, amerikansk demokratisk politiker och diplomat, guvernör i Wisconsin 1933–1935.
- 26 november – Herman Gorter, nederländsk poet och filosof.

#### December
- 1 december – Carsten Borchgrevink, norsk polarfarare.
- 3 december – Herman Heijermans, nederländsk författare och journalist.
- 6 december – William S. Hart, amerikansk skådespelare.
- 7 december – Per Olsson i Fläsbro, svensk hemmansägare, trävaruhandlare och riksdagspolitiker.

## Avlidna

### Första kvartalet

#### Januari
- 2 januari
  - Lemuel J. Bowden, 48, amerikansk politiker, senator 1863–1864.
  - Johan Gabriel Richert, 79, svensk jurist, politiker och liberal förkämpe.
- 7 januari – Caleb B. Smith, 55, amerikansk politiker, jurist och publicist.
- 27 januari – Leo von Klenze, 79, tysk arkitekt.

#### Februari
- 7 februari – Vuk Karadžić, 76, serbisk språkreformator.

#### Mars
- 11 mars – Richard Roberts, 74, brittisk ingenjör och uppfinnare.

### Andra kvartalet

#### April
- 7 april – Robert Francis Withers Allston, 62, amerikansk demokratisk politiker, guvernör i South Carolina 1856–1858.

#### Maj
- 2 maj – Giacomo Meyerbeer, 72, tysk-fransk kompositör och pianist.
- 12 maj – J.E.B. Stuart, 31, amerikansk sydstatsgeneral.

#### Juni
- 4 juni – Peter von Köppen, 71, rysk geograf och etnograf.
- 23 juni – Christian Ludwig Brehm, 77, tysk ornitolog.

### Tredje kvartalet

#### Juli
- 16 juli – Julia Baranova, 74, rysk hovdam och pedagog.

#### Augusti
- 10 augusti – Isaac L. Varian, 71, amerikansk politiker.
- 13 augusti – Lars Henrik Törnroth, 67, finländsk läkare.

#### September
- 15 september – John Hanning Speke, 37, brittisk upptäcktsresande.
- 20 september – Charles B. Mitchel, 49, amerikansk politiker.
- 29 september – Jared W. Williams, 67, amerikansk demokratisk politiker.

### Fjärde kvartalet

#### Oktober
- 1 oktober – Reuben Wood, amerikansk demokratisk politiker, jurist och diplomat, guvernör i Ohio 1850–1853.
- 27 oktober – Andreas Randel, 58, svensk kompositör och musiker (violinist).

#### November
- 2 november – Nathaniel P. Tallmadge, 69, amerikansk politiker.
- 7 november – Samuel Medary, 63, amerikansk demokratisk politiker.
- 13 november – James Henry Hammond, 56, amerikansk politiker.
- 23 november – Friedrich Georg Wilhelm von Struve, 71, tysk astronom.

#### December
- 8 december – George Boole, 49, brittisk matematiker och filosof.
- 31 december – George M. Dallas, 72, amerikansk demokratisk politiker, USA:s vicepresident 1845–1849.

### Fotnoter
1. ↑  Claus Bjørn & Carsten Due-Nielsen, Dansk Udenrigspolitiks Historie, 2nd edition, vol. III "Fra Helstat til Nationalstat" 1814-1914, Copenhagen: Gyldendal, 2006, sida 238–39 (danska)
2. ↑  Meyers Konversationslexikon, 4th edition, entry: Deutsch-Dänischer Krieg von 1864 (tyska)
3. ↑  ”Lag”. Arkiverad från originalet den 25 maj 2011. https://web.archive.org/web/20110525215716/http://www.notisum.se/rnp/sls/lag/19640163.HTM.
4. ↑  Du Rietz, Anita, Kvinnors entreprenörskap: under 400 år, 1. uppl., Dialogos, Stockholm, 2013 s. 270
5. 1 2  ”USA:s militära insatser i utlandet 1798-2004”. Arkiverad från originalet den 9 december 2013. https://web.archive.org/web/20131209174005/http://www.history.navy.mil/library/online/forces.htm. Läst 30 januari 2011.
6. ↑  ”World Statesmen (läst 3 april 2011)”. http://www.worldstatesmen.org/International_Organizations2.html#Red.
7. ↑  ”Sveriges land och folk - 1901 (läst 3 april 2011)”. https://runeberg.org/sverig01/0622.html.
8. ↑  ”World Statesmen (läst 3 april 2011)”. http://www.worldstatesmen.org/US_states_N.html#Nevada.
9. ↑  ”Södra stambanan”. http://www.historiskt.nu/normalsp/staten/ssb/sj_ssb_text.html.
10. ↑  ”Värmlands brandhistoriska klubb”. Arkiverad från originalet den 12 oktober 2011. https://www.webcitation.org/62NB7kO36?url=http://www.brandhistoriska.org/olyckor_se.html. Läst 16 mars 2011.
11. ↑  ”Den svenska skolans historia#Folkskolan”. http://www.hhogman.se/skolhistoria.htm#Folkskolan. Läst 12 februari 2011.